# Rhinotyphlops
Rhinotyphlops — рід змій родини сліпунів (Typhlopidae). Представники цього роду мешкають в Східній і Південній Африці.

## Види
Рід Rhinotyphlops нараховує 7 видів:
- Rhinotyphlops ataeniatus (Boulenger, 1912)
- Rhinotyphlops boylei (FitzSimons, 1932)
- Rhinotyphlops lalandei (Schlegel, 1839)
- Rhinotyphlops leucocephalus (Parker, 1930)
- Rhinotyphlops schinzi (Boettger, 1887)
- Rhinotyphlops scortecci (Gans & Laurent, 1965)
- Rhinotyphlops unitaeniatus (W. Peters, 1878)

## Етимологія
Наукова назва роду Rhinotyphlops походить від сполучення слова дав.-гр. ῥις — ніс, морда і τυφλωψ — сліпун.